# Härkisaari (ö i Birkaland, Övre Birkaland, lat 62,04, long 24,19)
Härkisaari är en ö i Finland. Den ligger i Ruovesi och i kommunen Ruovesi i den ekonomiska regionen  Övre Birkalands ekonomiska region  och landskapet Birkaland, i den södra delen av landet, 210 km norr om huvudstaden Helsingfors. Öns area är 0,8 hektar och dess största längd är 170 meter i sydöst-nordvästlig riktning.